# پروین دولت‌آبادی

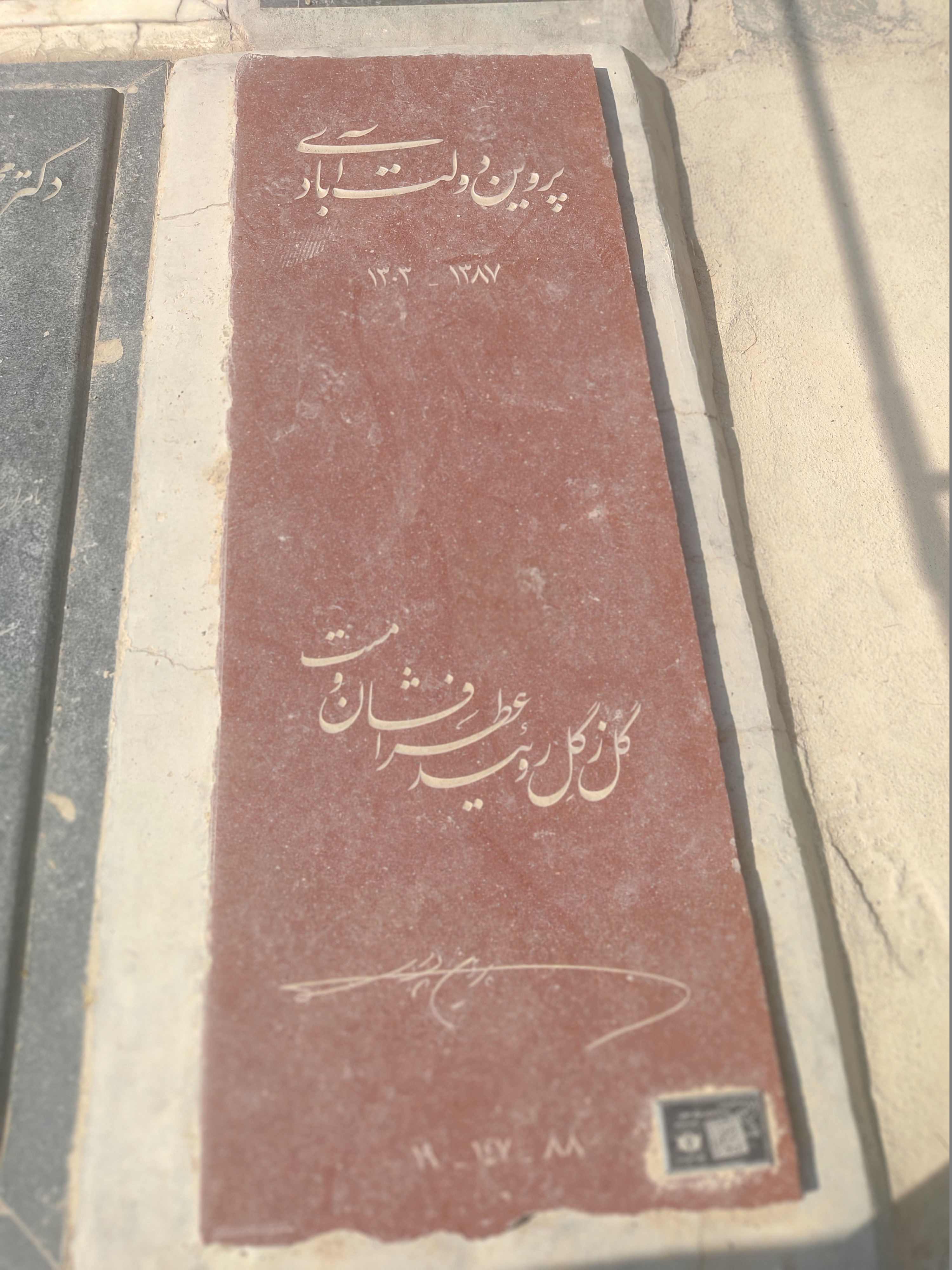
قبر پروین دولت‌آبادی در قطعه هنرمندان بهشت زهرا

پروین دولت‌آبادی (۱۳۰۳ – ۱۳۸۷)، شاعر و از بنیان‌گذاران شورای کتاب کودک بود. کتاب شعر گل بادام او جایزه شعر شورای کتاب کودک در سال ۱۳۶۶ را از آن وی کرد. پروین بیشتر با اشعاری که برای کودکان سروده و به ویژه اشعاری که در کتاب درسی مدارس از او به چاپ رسیده‌است شهرت دارد، در حالی که او شاعری توانا در سبک‌های گوناگون غزل، قصیده، مثنوی و شعر نو نیز هست. در کلاس پنجم دبستان در تاریخ ادبیات از او نام برده شده‌است.

## زندگی‌نامه
پروین در تاریخ ۲۱ بهمن ۱۳۰۳در شهر دولت‌آباد برخوار اصفهان از مادری فرهنگی و مدیر مدرسه ناموس به نام فخرگیتی و پدری به نام حسام‌الدین دولت‌آبادی که رئیس اداره اوقاف اصفهان بود زاده شد. پروین دو خواهر به نام‌های مهین‌بانو و شیوا و سه برادر به نام‌های مهدی، هوشنگ و بیژن داشت. او ابتدا به مدرسه ناموس در اصفهان رفت اما بعد به همراه خانواده‌اش به تهران نقل مکان کرد. دوره ابتدایی را در دبستان نوروز به پایان برد. پروین سال‌های اولیه دبیرستان را در مدرسه نور و صداقت که آموزگاران انگلیسی داشت گذراند و سال‌های بعد را در مدرسه آمریکایی نوربخش تحصیل کرد.
پس از دبیرستان تصمیم داشت تحصیل را در رشته نقاشی و مجسمه‌سازی در دانشکده هنرهای زیبا ادامه دهد و چند جلسه هم در دانشگاه شرکت کرد اما بازدید از یک پرورشگاه مسیر او را عوض کرد. پرورشگاه متعلق به شهرداری تهران بود و پدرش ریاست کل آن را برعهده داشت. خواهرش مهین نیز اداره بخش شیرخوارگاه آن پرورشگاه را بر عهده داشت. پروین تصمیم گرفت به سرپرستی و تربیت کودکان پرورشگاه بپردازد. در پرورشگاه شعرهایی که برای کودکان سرود بسیار مورد توجه آنان قرار گرفت.
وی تلاش کرد تا شعر کودکان را از حالت پند گونه خارج کرده و اشعاری که جنبه سرگرمی و تفریح برای ایشان داشته باشد ارائه کند. وی هم چنین آثاری برای بزرگسالان نیز در هر دو سبک سنتی و نیمایی سروده‌است. وی از معدود شاعرانی است که آثارش در کتب درسی نیز آمده‌است.

## درگذشت
پروین دولت‌آبادی روز سه‌شنبه ۲۷ فروردین سال ۱۳۸۷ شمسی در سن ۸۴ سالگی بر اثر سکته قلبی در تهران درگذشت و در قطعه هنرمندان بهشت زهرا دفن گردید.

## آثار
- - گل بادام (برگزیده[۴])
  - بر قایق ابرها
  - شوراب
  - هلال نقره سا
  - آتش و آب
  - گنجشک
  - شعر کتاب چهارم خدا
  - اواز خروس
  - باران
  - مرغ سرخ پاکوتاه، شاعر: پروین دولت آبادی، تصویرگر: پرستو حقی، ناشر: موسسه پژوهشی تاریخ ادبیات کودکان، کتاب تاک.
  - ای هم زبان خاموش، شاعر: پروین دولت آبادی، تصویرگر: ندا راستین مهر، ناشر: موسسه پژوهشی تاریخ ادبیات کودکان، کتاب تاک.
  - آفتاب مهتاب چه رنگه؟، شاعر: پروین دولت آبادی، تصویرگر: سلیمه باباخان، ناشر: موسسه پژوهشی تاریخ ادبیات کودکان، کتاب تاک.